# Quando le donne si chiamavano madonne
Pour plus de détails, voir Fiche technique et Distribution.
Quando le donne si chiamavano madonne est un film decamerotico italien réalisé par Aldo Grimaldi, sorti en 1972.

## Synopsis
L'action se déroule à Prato au Moyen Âge.
Trois jeunes garçons, Gisippo, Ruberto et Tazio arrivent à Prato afin d'assister sur la place, au jugement de Giulia qui risque d'être condamnée au bûcher pour avoir trompé son mari Romildo, impuissant et passif pendant l'acte sexuel. 
Giulia se montre très convaincante lors de sa défense et arrivant à toucher le juge, obtient le privilège de tenter de faire l'amour une dernière fois.
Vu que l'un des jeunes ayant soutenu l'argumentaire de Giulia, les trois sont invités à la maison par l'oncle de Romildo qui héberge trois jeunes filles délurées et vicieuses Peronella, Francesca et Lucia. La première est facile à convaincre tandis que les deux autres sont timorées. L'une a un père moine très jaloux et la seconde a peur de se confronter à l'autre sexe.
Les deux jeunes se travestissant en femmes arrivent à vaincre les doutes des jeunes filles et arrivent à leurs fins. 
Les trois jeunes garçons s'adonnent à des actes sexuels débridés tandis que Giulia, la condamnée finit par être graciée en offrant ses faveurs au juge Don Cecco.

## Fiche technique
- Titre original : Quando le donne si chiamavano madonne (litt. « Quand les femmes s'appelaient madones »)
- Réalisation : Aldo Grimaldi
- Scénario : Aldo Grimaldi, inspiré de Giovanni Boccaccio
- Assistant réalisateur :Gianni Grimaldi
- Directeur de la photographie :Angelo Lotti
- Décors : Giuseppe Bassan
- Costumes :Giuditta Mafai
- Musique : Giorgio Gaslini
- Producteur :
- Production :
- Société de distribution :
- Pays d'origine :  Italie
- Format : Couleurs - Sonore
- Genre : Comédie, Decamerotico
- Durée : 100 minutes
- Dates de sortie :
  -  Italie : 23 août 1972

## Distribution
- Edwige Fenech : Giulia Varrone
- Vittorio Caprioli: Ser Cecco, le podestat
- Stefania Careddu : Francesca
- Don Backy : Marcuzio dei Lucani
- Jürgen Drews : Ruberto
- Paolo Turco : Tazio
- Antonia Brancati : Lucia
- Carlo De Mejo : Gisippo
- Mario Carotenuto : Quinto Fulvo
- Francesca Benedetti : Gisa
- Peter Berling : Romildo Varrone
- Carletto Sposito : frate Mariaccio
- Eva Garden : Peronella
- Renato Malavasi :